# 강민정 (1985년)
강민정(1985년 6월 16일 ~ )은 대한민국의 배우이다.

## 학력
- 중앙대학교 연극학과

## 출연 작품

### 드라마
- 2011년 KBS2 월화드라마 《동안미녀》
- 2012년 KBS1 일일연속극 《별도 달도 따줄게》 ... 노유미 역

### 뮤직비디오
- 2006년 김장훈 - Honey[1]

## 수상
- 2005년 미스코리아 서울 미(美)
- 2007년 미스코리아 충북 진(眞)[2]